# آی‌ان‌اس ماکار
آی‌ان‌اس ماکار (به انگلیسی: INS Makar) یک کشتی است که طول آن ۵۳٫۱۵ متر می‌باشد.